# 尤利乌斯·约翰森
尤利乌斯·约翰森（丹麥語：Julius Johansen，1999年9月13日—）是一名丹麦职业自行车运动员，2020年开始为Uno-X职业自行车队效力。他曾在2020年世界場地自由車錦標賽上联同队友获得男子团体追逐赛的冠军。